# Осада Андроса
Осада Андроса — осада афинскими войсками города Андрос на одноимённом острове в ходе Пелопоннесской войны.

## Предыстория
С 411 года до н. э. начинается серия побед Алкивиада, в результате которой Пелопоннесская война была на грани перелома, а перевес оказался на стороне Афин. Черноморские проливы были полностью очищены от спартанских и персидских сил; афиняне восстановили контроль над этим стратегически важным регионом.
Теперь Алкивиад стремился на родину в ореоле победителя. В Афинах тем временем Алкивиада избрали стратегом. Тем не менее его одолевали некоторые опасения, поэтому он сначала приказал разведать, как к нему относятся в Афинах. Весной 407 года до н. э. Алкивиад со всем блеском прибыл в Пирей во главе победоносного флота. Весь город, ликуя, вышел встречать победителя. Однако не без робости подплывал он к пристани и, только когда увидел своего двоюродного брата Эвриптолема, сошёл на берег. Он был радостно встречен народом. Затем он выступил в Народном собрании, попеняв народу за его изгнание, и внушил афинянам надежду на победу. Вскоре он был избран стратегом-автократором — главнокомандующим сухопутных и морских сил с неограниченными полномочиями. Это была высшая точка его карьеры.
Вскоре Алкивиад провёл набор войска и отправился с флотом против восставшего Андроса.

## Осада
Когда Алкивиад прибыл на Андрос, он высадился возле сторожевого поста Гаврион и укрепился в нём. Войско андросцев вместе с находившимся в городе пелопоннесским отрядом выступило ему навстречу, но потерпело поражение. Андросцы отступили в город. После нескольких дней осады, во время которых афиняне сделали несколько безуспешных приступов, Алкивиад отплыл на Самос. Алкивиад оставил в Гаврионе гарнизон под командованием Фрасибула.
Фрасибул и Конон продолжили осаду Андроса. Фрасибул через некоторое время отправился на другие острова. Уже после изгнания Алкивиада афиняне отозвали Конона, а вместо него отправили Фаносфена. Последнему удалось захватить два вражеских корабля, однако осада завершилась безуспешно. Фаносфен был отозван после поражения Конона в битве при Митилене, когда афиняне решили собрать все силы для снятия блокады войска Конона.

## Последствия
Теперь народ требовал от него ещё более крупных побед. Однако Алкивиад был стеснён в финансовых средствах. Ему приходилось часто отлучаться для поиска финансовых средств для жалованья морякам. В 406 году до н. э., отправляясь за жалованьем, Алкивиад оставил командующим флотом Антиоха, приказав ему не вступать в бой со спартанцами.
Тот нарушил приказ и потерпел поражение от спартанского наварха Лисандра в сражении при Нотионе. Узнав об этом, Алкивиад вернулся на Самос и попытался дать Лисандру новый бой, но тот остался в гавани. Фрасибул, сын Фрасона, отплыл в Афины и стал обвинять Алкивиада в Народном собрании в том, что он оставил командование недостойным людям, а сам уплыл, чтобы развлечься в обществе абидосских и ионийских гетер. В результате афиняне отстранили его от командования и назначили взамен десять стратегов. Алкивиад, опасаясь гнева народа, решил отправиться в изгнание.
Неудачная попытка взятия Андроса показала, что афиняне, несмотря на отдельные успехи, не могут вернуть утраченные позиции в Эгейском море. Главная причина этого состояла в том, что спартанцы пользовались финансовой поддержкой Персии.